# Hugo Fick
Hugo Fick (* 12. Juni 1891 in Lurup, heute zu Hamburg; † unbekannt) war ein deutscher Fußballspieler.

## Karriere
Fick, in Lurup geboren und in jungen Jahren mit seiner Familie nach Kiel gezogen, begründete gemeinsam mit seinen Brüdern Hans und Willi Holstein Kiels frühe Erfolge. Von 1910 bis 1919 gehörte er der Mannschaft an, für die er in den vom Norddeutschen Fußball-Verband ausgetragenen Meisterschaften im Bezirk Kiel Punktspiele bestritt und in diesem Zeitraum auch fünfmal die Bezirksmeisterschaft gewann. Mit den Teilnahmen an den Endrunden um die Norddeutschen Meisterschaften, die 1911 und 1912 errungen werden konnten, war er mit seiner Mannschaft auch an den Endrunden um die Deutsche Meisterschaft, 1913 als Titelverteidiger, vertreten. Sein Debüt gab er am 7. Mai 1911 in Bremen beim 3:1-Sieg im Viertelfinale gegen den Duisburger SpV. Das damit erreichte Halbfinale am 21. Mai in Hamburg wurde gegen den späteren Deutschen Meister BTuFC Viktoria 89 mit 0:4 verloren. In der Folgesaison kam er in allen drei Endrundenspielen zum Einsatz und trug beim 2:1-Viertelfinalsieg gegen den BFC Preussen in Hamburg mit dem Tor zum 1:1 in der 84. Minute bei. Im am 19. Mai in Berlin ausgetragenen Halbfinale gab es ein Wiedersehen mit dem Titelverteidiger, gegen den – Dank zweier Tore von David Binder – mit 2:1 n. V. in Berlin gewonnen wurde. Das am 26. Mai 1912 in Hamburg ausgetragene Finale wurde durch den von Ernst Möller in der 52. Minute verwandelten Strafstoß zum 1:0 entschieden.
Von 1919 bis 1921 spielte er für den Hamburger SV in den vom Norddeutschen Fußball-Verband durchgeführten Meisterschaften zunächst im Bezirk Hamburg-Altona, dann in der Nordkreisliga. Als Meister aus dieser Liga hervorgegangen gewann der Hamburger SV auch das Finale um die Norddeutsche Meisterschaft gegen den Meister der Südkreisliga, Hannover 96, am 10. April 1921 das Hinspiel auf eigenem Platz mit 3:1, das Rückspiel in Hannover mit 8:0. In der Endrunde um die Deutsche Meisterschaft debütierte er für die Hamburger am 22. Mai 1921 bei der 1:2-Viertelfinalniederlage n. V. beim Duisburger SpV.
Von 1921 bis 1923 kam er für den VfB Leipzig in den vom Verband Mitteldeutscher Ballspiel-Vereine durchgeführten Meisterschaften im Kreis Nordwestsachsen zum Einsatz. Belegte er noch mit seiner Mannschaft den zweiten Platz hinter der SpVgg 1899 Leipzig in seiner ersten Saison, so schloss er seine zweite als Kreismeister Nordwestsachsen ab und drang in der Endrunde um die Mitteldeutsche Meisterschaft bis ins Finale vor, das am 29. April 1923 mit 0:1 gegen den SV Guts Muts Dresden verloren wurde.
Nach Hamburg zurückgekehrt, bestritt er seine letzte Saison, 1923/24, erneut für den Hamburger SV, diesmal im Alsterkreis der Bezirksliga Groß-Hamburg. Als Kreismeister gewann er mit seiner Mannschaft auch die Bezirksmeisterschaft mit 2:1 gegen den Elbekreismeister SC Union 03 Altona. In der sich anschließenden Endrunde um die Norddeutsche Meisterschaft setzte sich der Hamburger SV gegen die Sieger der Qualifikationsrunde in der Siegerstaffel durch. Bedingt dadurch nahm er mit seinem Verein letztmals an der Endrunde um die Deutsche Meisterschaft teil. Er bestritt das am 25. Mai 1924 im Stadion Hoheluft ausgetragene Halbfinale, das mit 1:0 gegen die SpVgg 1899 Leipzig gewonnen wurde, und das am 9. Juni 1924 im Deutschen Stadion von Berlin gegen den 1. FC Nürnberg mit 0:2 verlorene Finale.

## Erfolge
Hamburger SV
- Zweiter der Deutschen Meisterschaft 1924
- Norddeutscher Meister 1921, 1924
- Bezirksmeister Groß-Hamburg 1924
- Nordkreismeister 1921

VfB Leipzig
- Zweiter der Mitteldeutschen Meisterschaft 1923
- Kreismeister Nordwestsachsen 1923

Holstein Kiel
- Deutscher Meister 1912
- Norddeutscher Meister 1911, 1912
- Bezirksmeister Kiel 1911, 1912, 1913, 1917, 1919